# Коефіцієнт поточної ліквідності

## Коефіцієнт поточної ліквідності (CR)
У практиці фінансового аналізу широке поширення мають показники, які відіграють роль індикаторів ліквідності, стійкості, рентабельності та ділової активності компанії. Аналіз усієї сукупності фінансових показників у динаміці та порівнянні їх з аналогічними оцінками діяльності інших підприємств, що діють в порівнянних умовах, дозволяє зробити обґрунтовані висновки про фінансове становище компанії та перспективи її розвитку.
 
Коефіцієнт поточної ліквідності (Current Ratio) розраховується як відношення оборотних коштів до короткострокових зобов'язань (у відсотках).
При розрахунку використовуються середні значення балансових показників за розрахунковий період.
Коефіцієнт поточної ліквідності (або загальний коефіцієнт покриття боргів, або коефіцієнт покриття, current ratio) характеризує ступінь покриття короткострокових пасивів оборотними активами, і застосовується для оцінки здатності підприємства виконати свої короткострокові зобов'язання.
Коефіцієнти ліквідності характеризують платоспроможність підприємства не тільки на даний момент, але й у випадку надзвичайних обставин.
Ліквідність активу - можливість його продажу і отримання грошових коштів, а під ступенем ліквідності розуміється швидкість, з якою можна продати даний актив. Чим швидше можна продати актив, тим вище його ліквідність.
Ліквідність підприємства - можливість погашення короткострокових активів за допомогою оборотних коштів.
Згідно з міжнародними стандартами бізнес-планування є  невід'ємною частиною бізнес-планів